# Aleijadinho
Antonio Francisco Lisboa, detto Aleijadinho (Ouro Preto, 29 agosto 1730 – Ouro Preto, 18 novembre 1814), è stato uno scultore, intagliatore e architetto brasiliano, noto soprattutto per le realizzazioni di chiese e come esponente di spicco della corrente dell'architettura barocca o rococò brasiliana nota come barocco mineiro.

## Biografia

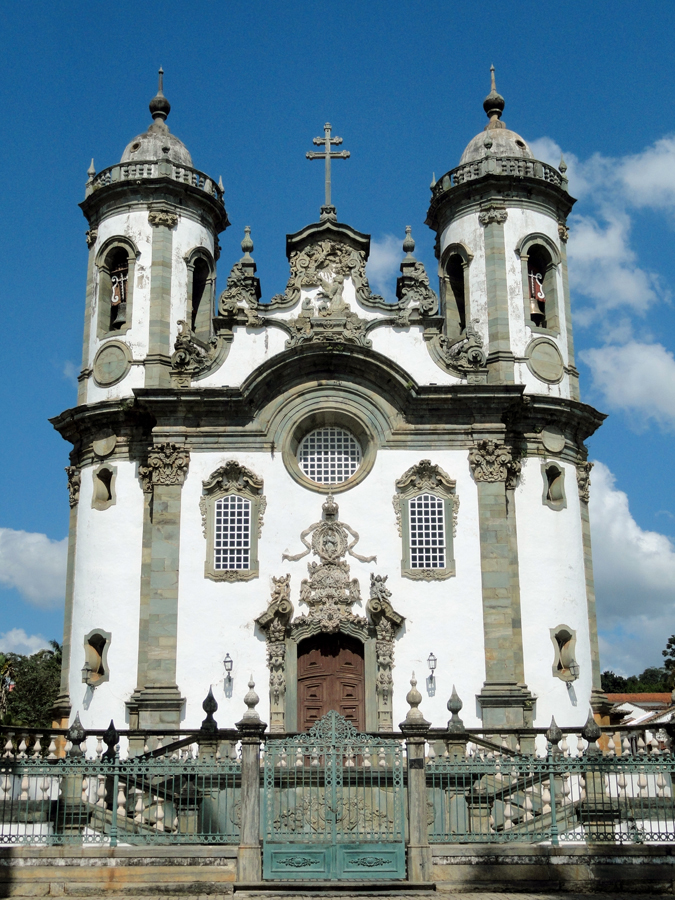
La Chiesa di San Francesco d'Assisi a São João del-Rei, progetto di Aleijadinho, edificata tra il 1774 ed il 1809.

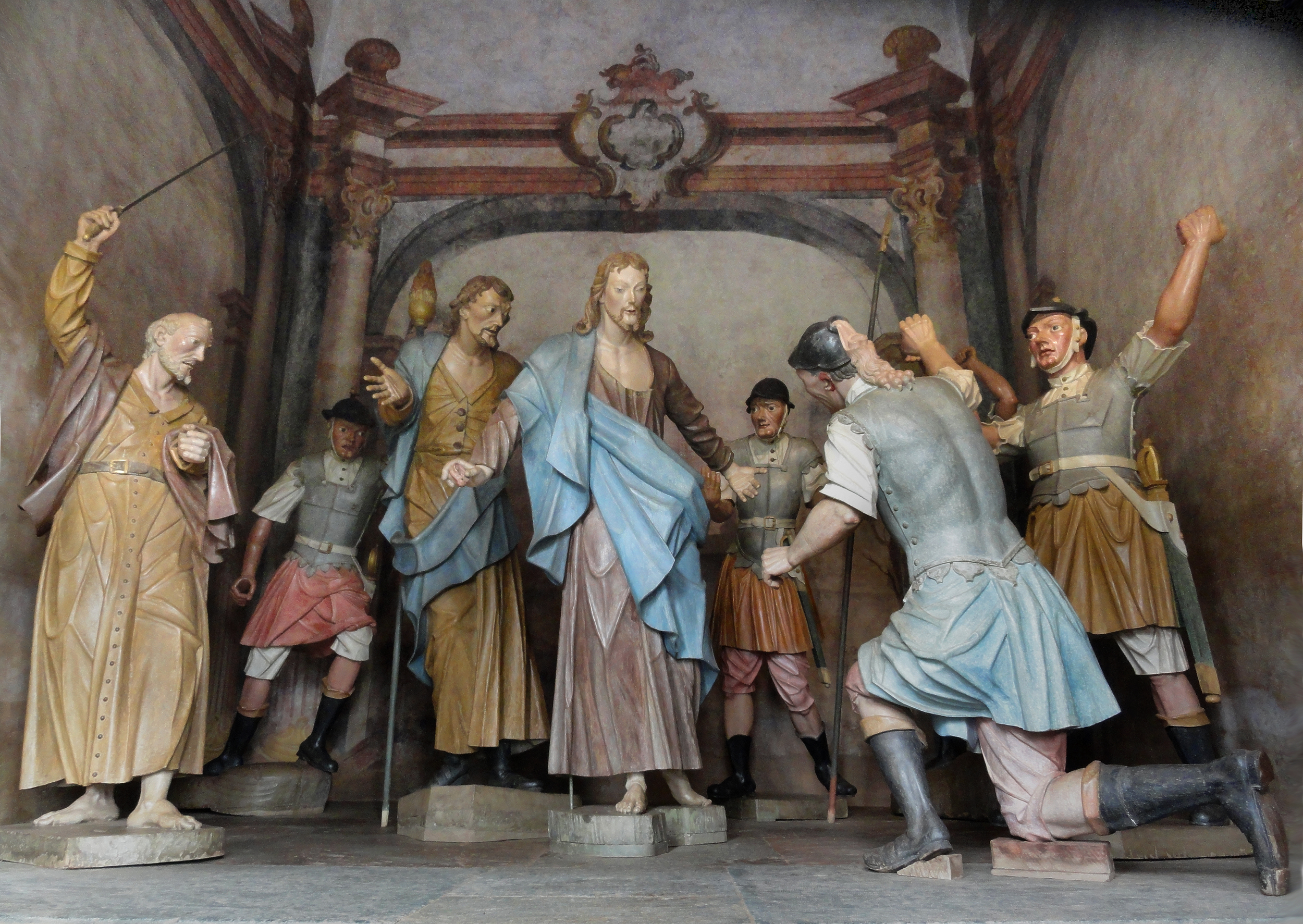
Via Crucis, Santuario di Bom Jesus de Matosinhos.

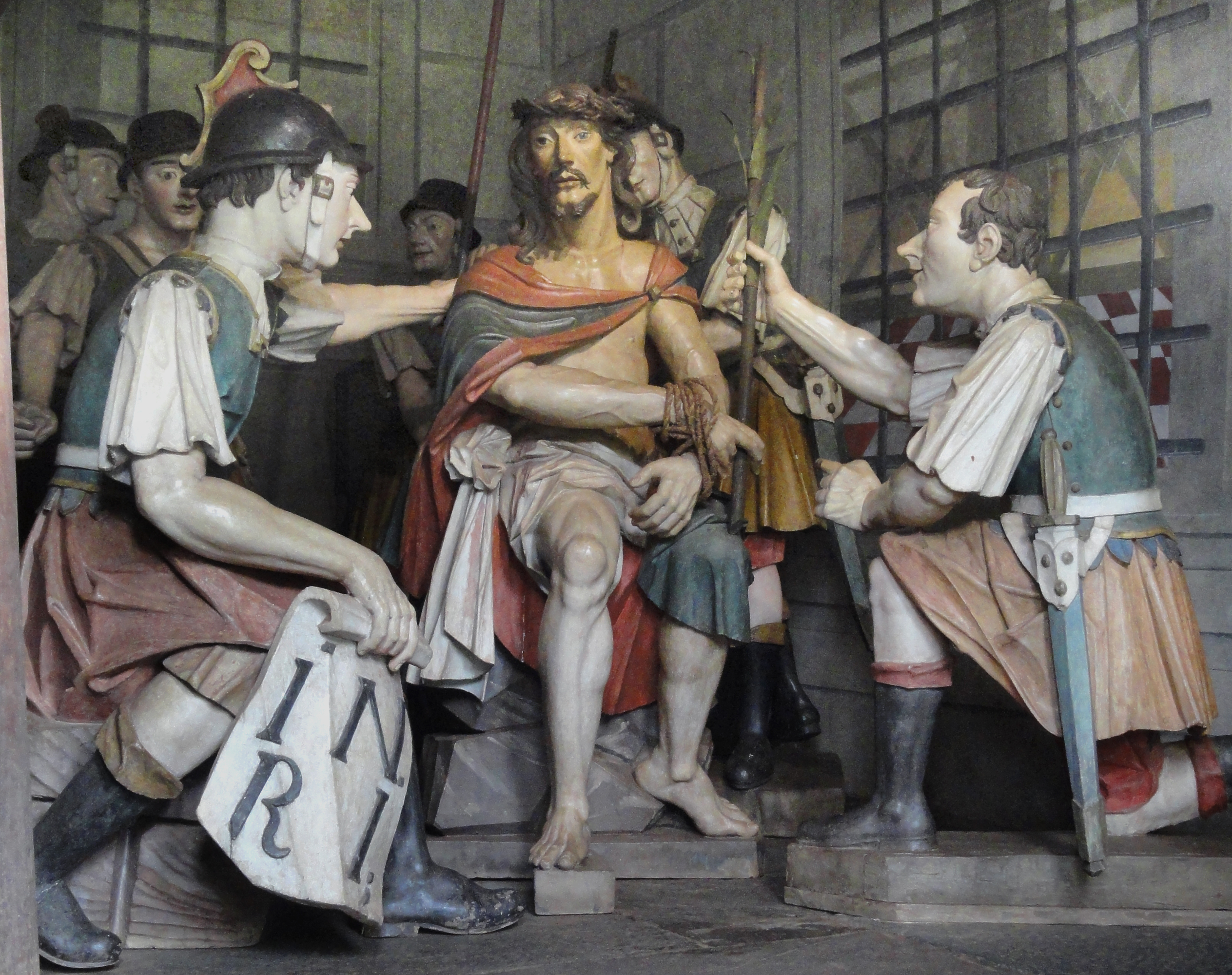
Via Crucis, Santuario di Bom Jesus de Matosinhos a Congonhas.

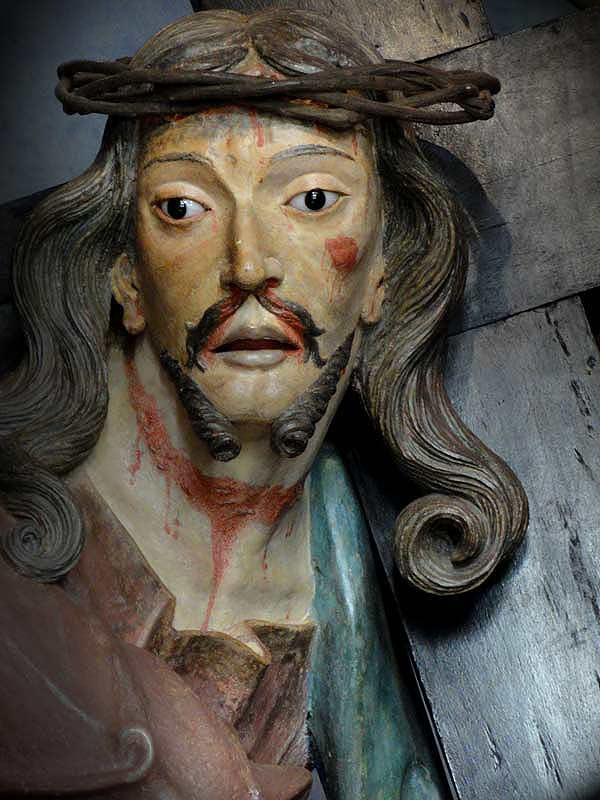
Via Crucis, Santuario di Bom Jesus de Matosinhos.

Aleijadinho era figlio del portoghese Manuel Francisco da Costa Lisboa e della sua schiava africana Isabel.
Suo padre, manovale, emigrò in Brasile, dove riuscì lentamente ad elevare la sua condizione professionale e sociale, fino a divenire un progettista. Nel 1738 il padre sposò Maria Antonia de São Pedro, che aveva già avuto quattro figli dal precedente matrimonio. 
Aleijadinho studiò al collegio del Seminário dos Franciscanos Donatos do Hospício da Terra Santa di Ouro Preto.
Proprio dal padre imparò le prime nozioni fondamentali di scultura, disegno e architettura, che in seguito approfondì con il pittore e disegnatore João Gomes Batista, formatosi a Lisbona presso maestranze italiane.
Il suo primo lavoro si svolse presso la chiesa di Nostra Signora del Carmelo a Ouro Preto progettata dal padre.
Tra le sue opere più significative si annoverano: la facciata, la pianta, il pulpito e gli altari della chiesa di San Francesco a Ouro Preto, i cui lavori incominciarono nel 1766, oltre a quella del Carmelo di Sabará.
In collaborazione con il padre, lavorò alla facciata e agli altari della chiesa di Nostra Signora del Carmelo a Ouro Preto.
Nel 1767 suo padre morì, ma Aleijadinho non fu nominato erede nel testamento. L'anno seguente si arruolò nel Regimento da Infantaria dos Homens Pardos (reggimento di fanteria degli uomini di colore) di Ouro Preto, dove rimase per tre anni, senza interrompere la sua attività artistica. 
Intorno al 1770 organizzò il suo laboratorio, secondo il modello delle corporazioni medievali di mestieri.
Successivamente realizzò nel Santuario di Bom Jesus de Matosinhos a Congonhas, i sei gruppi in prossimità delle stazioni della Croce, della Passione e del Calvario, nei quali emerse una vena drammatica, realistica e grottesca, il movimento, la mancanza di limiti, lo spirito teatrale, nonché l'idea che tutte le arti, architettura, scultura, doratura, pittura debbano essere utilizzati come elementi che contribuiscono armoniosamente per un grande effetto illusorio; da sottolineare, sicuramente, le statue dei profeti collocate sulla scalinata. Il complesso scultoreo del Santuario è stato dichiarato dall'UNESCO nel 1985 Patrimonio dell’umanità.
L'artista, dopo che venne colpito da una terribile malattia che l'avrebbe poi rovinato nell'aspetto fisico e reso invalido (probabilmente una sclerodermia), non amava apparire in pubblico e abitualmente si faceva trasportare su una portantina dai suoi servitori. Divenne anche quasi cieco e negli ultimi anni di vita a causa della patologia subì la mutilazione di alcune dita dei piedi e delle mani. Dal 1812 la sua salute peggiorò ulteriormente e a causa delle capacità motorie notevolmente ridotte arrivò a dipendere molto dalle persone che lo assistevano: fu costretto a stabilirsi nella casa di sua nuora, che lo seguì nelle cure di cui aveva bisogno fino alla sua morte, avvenuta il 18 novembre 1814.

## Stile
Aleijadinho lavorò durante il periodo di transizione dal barocco al rococò e il suo lavoro mostrò le caratteristiche di entrambi, raggiungendo elementi espressionistici, originali e poderosi.
Delle sue realizzazioni, le parti più interessanti sono le facciate, originali e fantasiose, nelle quali scavalca i rigidi schemi geometrici e la rigida disposizione ortogonale, per raggiungere una vitalità pittorica vibrante.
Le sue sculture si caratterizzarono per i seguenti tratti stilistici:
- Posizionamento dei piedi ad angolo quasi retto;
- Pannelli con pieghe nette;
- Proporzioni quadrate e rettangolari di mani e unghie, con il pollice retratto e allungato, anulare e medio uniti di uguale lunghezza; nelle figure femminili le dita si assottigliano e ondulano, sollevandosi nei loro medi;
- Mento diviso da una fossa;
- Bocca semiaperta e labbra carnose, ma ben disegnate;
- Naso stretto e prominente, narici profonde e marcate;
- Gli occhi a mandorla, lacrimosi e pupille piatte; archi sopracciliari sollevati e "V" all'altezza del naso;
- I baffi si sollevano dalle narici, lontano dalle labbra e si fondono con la barba;
- Braccia corte, piuttosto rigide, specialmente nei rilievi;
- Capelli stilizzati, a forma sinuosa e striata;
- Precisione espressiva, sguardo penetrante.

Beatriz Coelho ha diviso l'evoluzione stilistica di Aleijadinho in tre fasi: la prima, tra il 1760 e il 1774, quando il suo stile è indefinito, alla ricerca di una caratterizzazione; la seconda, tra il 1774 e il 1790, quando lui personalizza le sue opere che sono definite da fermezza e da una idealizzazione, e la terza e ultima fase, tra il 1790 e la sua morte, quando lo stile raggiunge punti estremi, ben lontano dal naturalismo, cercando di esprimere la spiritualità e la sofferenza.